# Bertold Thein
Bertold Thein (21. května 1861 Nové Hrady – 21. června 1938 Pardubice) byl český právník, advokát, starosta Židovské náboženské obce v Pardubicích a veřejný činitel, který se také podílel na rozvoji městské správy a kulturního života v Pardubicích.

## Život
Narodil se v Nových Hradech u Vysokého Mýta. Jeho otcem byl tamní obchodník Bernard Thein a matkou Anna, rozená Langsfeldová. Jeho mladším bratrem byl lékař Lev Thein. Po studiu práv v Praze působil Bertold v Pardubicích jako koncipient u českého politika a advokáta Jana Žáka, jehož advokátní kancelář na dnešní Třídě Míru čp. 112 později převzal. Do komory advokátů byl zapsán 22. září 1896.
Byl také aktivní v rámci židovské komunity. V roce 1906 byl zvolen předsedou Židovské náboženské obce v Pardubicích a v roce 1913 se stal prvním předsedou Židovské krajské chudinské pokladny v Pardubicích. Za jeho působení došlo k několika významným událostem v rámci židovské komunity, včetně rozšíření místní synagogy a renovace jejího interiéru.

### Rodina
Bertold Thein měl s manželkou Olgou, rozenou Winternitzovou, tři děti – syny Pavla a Karla a dceru Marii. Nejstarší syn, Pavel Thein, pokračoval v právnické kariéře, jako advokát. I dcera Marie vystudovala práva a provdala se za dětského lékaře Otto Kejře. Mladší syn Karel, narozený v roce 1900, byl studentem a přítelem literárního historika Otokara Fischera, ale zemřel mladý v roce 1924 na tuberkulózu. Bratranec Bertolda Theina, Hanuš Thein, se stal pěvcem a režisérem v Národním divadle. 

### Smrt a osud rodiny
Bertold Thein zemřel 21. června 1938, krátce před vznikem Protektorátu Čechy a Morava. Důvodem jeho úmrtí byl zánět mozkových cév. Jeho ostatky byly zpopelněny. Jeho smrt zakončila jednu etapu ve vedení židovské komunity v Pardubicích, kterou po něm převzal jeho syn Pavel Thein.
Bertoldova manželka Olga byla během nacistické okupace deportována do Terezína, kde se dožila osvobození. Jeho bratr Lev zemřel v roce 1937 a jeho manželka Zdenka (rozená Winternitzová, sestra Olgy) zemřela v Osvětimi v roce 1944.